# Młynik (dopływ Bruśnika)
Młynik (niem. Kerbmühlen-flössel) – potok w południowo-zachodniej Polsce, w woj. dolnośląskim, w powiecie lubańskin, prawy dopływ Bruśnika, długość 1,6 km, źródła na wysokości ok. 380 m n.p.m., ujście – ok. 265 m n.p.m..
Źródła na północno-zachodnich zboczach Leszczynek, na Przedgórzu Izerskim (południowa część Pogórza Izerskiego).
Płynie ku północnemu wschodowi i powyżej Leśnej do Bruśnika.